# José Neto
José António Conceiçāo Neto (Montijo, 1935. október 5. – Lisszabon, 1987. július 6.) portugál labdarúgó, középpályás.

## Pályafutása
1958 és 1966 között a Benfica csapatában szerepelt, ahol négy portugál bajnoki címet és három kupagyőzelmet ért el. Tagja volt az 1960–61-es és az 1961–62-es idényben BEK-győztes csapatnak. 1966–67-ben a Braga együttesében fejezte be az aktív játékot.

## Sikerei, díjai
Benfica
- Portugál bajnokság (Primeira Liga)
  - bajnok (4): 1959–60, 1960–61, 1963–64, 1964–65
- Portugál kupa (Taça de Portugal)
  - győztes (3): 1959, 1962, 1964
- Bajnokcsapatok Európa-kupája (BEK)
  - győztes (2): 1960–61, 1961–62
  - döntős: 1964–65
- Interkontinentális kupa
  - döntős: 1961